# Campeonato Mundial de Ciclismo en Pista de 2006
El CIII Campeonato Mundial de Ciclismo en Pista se celebró en Burdeos (Francia) entre el 13 y el 16 de abril de 2006 bajo la organización de la Unión Ciclista Internacional y la Federación Francesa de Ciclismo.
Las competiciones se realizaron en el Velódromo de Burdeos. Se contó con la presencia de 260 ciclistas de 34 países. En total se participó en 15 eventos, 9 masculinos y 6 femeninos.

## Calendario
| Día      | Hora* | Evento                   | Tipo |
| -------- | ----- | ------------------------ | ---- |
| 13.04.06 | 18:35 | 500 m contrarreloj       | F    |
| 13.04.06 | 19:25 | Persecución ind.         | F    |
| 13.04.06 | 20:00 | Velocidad por eqs.       | M    |
| 13.04.06 | 20:15 | Carrera por puntos 40 km | M    |
| 14.04.06 | 18:45 | Carrera por puntos 25 km | F    |
| 14.04.06 | 19:20 | Persecución ind.         | M    |
| 14.04.06 | 20:10 | Kerin                    | M    |
| 14.04.06 | 20:20 | 1 km contrarreloj        | M    |
| 15.04.06 | 15:45 | Scratch 15 km            | M    |
| 15.04.06 | 17:25 | Persecución por eqs.     | M    |
| 15.04.06 | 18:10 | Velocidad ind.           | F    |
| 16.04.06 | 14:30 | Scratch 10 km            | F    |
| 16.04.06 | 16:00 | Madison 50 km            | M    |
| 16.04.06 | 17:25 | Keirin                   | F    |
| 16.04.06 | 15:50 | Velocidad ind.           | M    |

- (*) – Hora local de Burdeos (UTC +2)

## Medallistas

### Masculino
| Evento                          | Oro                                                                           | Plata                                                                           | Bronce |
| ------------------------------- | ----------------------------------------------------------------------------- | ------------------------------------------------------------------------------- | --- |
| Velocidad individual (16.04)    | Theo Bos · Países Bajos                                                       | Craig MacLean Reino Unido                                                       | Stefan Nimke · Alemania                                                                                           |
| Velocidad por equipos (13.04)   | Francia Grégory Baugé Mickaël Bourgain Arnaud Tournant 43,969                 | Reino Unido Jamie Staff Craig MacLean Chris Hoy Jason Queally 44,194            | Australia Shane Perkins Ryan Bayley Shane Kelly 44,600                                                            |
| Persecución individual (14.04)  | Robert Bartko · Alemania · 4:23,473                                           | Jens Mouris · Países Bajos · 4:24,480                                           | Paul Manning Reino Unido 4:20,902                                                                                 |
| Persecución por equipos (15.04) | Australia Peter Dawson Matthew Goss Mark Jamieson Stephen Wooldridge 4:01,491 | Reino Unido Stephen Cummings Robert Hayles Paul Manning Geraint Thomas 4:01,527 | Ucrania · Volodymyr Diudia · Roman Kononenko · Liubomyr Polataiko · Maxym Polishchuk · Vitali Shchedov · 4:04,695 |
| 1 km contrarreloj (14.04)       | Chris Hoy Reino Unido 1:01,361                                                | Ben Kersten Australia 1:02,085                                                  | François Pervis Francia 1:02,696                                                                                  |
| Carrera por puntos (13.04)      | Peter Schep · Países Bajos · 31 pts.                                          | Rafał Ratajczyk · Polonia · 18 pts.                                             | Vasil Kiryienka · Bielorrusia · 15 pts.                                                                           |
| Scratch (15.04)                 | Jérôme Neuville Francia                                                       | Ángel Darío Colla Argentina                                                     | Ioannis Tamuridis · Grecia ·                                                                                      |
| Keirin (14.04)                  | Theo Bos · Países Bajos                                                       | José Antonio Escuredo · España                                                  | Arnaud Tournant Francia                                                                                           |
| Madison (16.04)                 | Joan Llaneras Roselló · Isaac Gálvez · España · 16 pts.                       | Liubomyr Polataiko · Volodymyr Rybin · Ucrania · 11 pts.                        | Juan Esteban Curuchet Walter Pérez Argentina 9 pts.                                                               |

### Femenino
| Evento                         | Oro                                        | Plata                              | Bronce                                     |
| ------------------------------ | ------------------------------------------ | ---------------------------------- | ------------------------------------------ |
| Velocidad individual (15.04)   | Natalia Tsylinskaya · Bielorrusia ·        | Victoria Pendleton Reino Unido     | Guo Shuang China                           |
| Persecución individual (13.04) | Sarah Hammer Estados Unidos 3:37,227       | Olga Sliusareva · Rusia · 3:37,544 | Katie Mactier Australia 3:36,123           |
| 500 m contrarreloj (13.04)     | Natalia Tsylinskaya · Bielorrusia · 34,152 | Anna Meares Australia 34,352       | Lisandra Guerra Rodríguez · Cuba · 34,609  |
| Carrera por puntos (14.04)     | Vera Carrara · Italia · 35 pts.            | Olga Sliusareva · Rusia · 35 pts.  | Gema Pascual Torrecilla · España · 30 pts. |
| Scratch (16.04)                | María Luisa Calle · Colombia               | Gina Grain · Canadá                | Olga Sliusareva · Rusia                    |
| Keirin (16.04)                 | Christin Muche · Alemania                  | Clara Sanchez Francia              | Guo Shuang China                           |

## Medallero
| Núm. | País           | Oro | Plata | Bronce | Total |
| ---- | -------------- | --- | ----- | ------ | ----- |
| 1    | Países Bajos   | 3   | 1     | 0      | 4     |
| 2    | Francia        | 2   | 1     | 2      | 5     |
| 3    | Alemania       | 2   | 0     | 2      | 4     |
| 4    | Bielorrusia    | 2   | 0     | 1      | 2     |
| 5    | Reino Unido    | 1   | 4     | 0      | 5     |
| 6    | Australia      | 1   | 2     | 2      | 5     |
| 7    | España         | 1   | 1     | 1      | 3     |
| 8    | Colombia       | 1   | 0     | 0      | 1     |
| 8    | Estados Unidos | 1   | 0     | 0      | 1     |
| 8    | Italia         | 1   | 0     | 0      | 1     |
| 11   | Rusia          | 0   | 2     | 1      | 3     |
| 12   | Argentina      | 0   | 1     | 1      | 2     |
| 12   | Ucrania        | 0   | 1     | 1      | 2     |
| 14   | Canadá         | 0   | 1     | 0      | 1     |
| 14   | Polonia        | 0   | 1     | 0      | 1     |
| 16   | China          | 0   | 0     | 2      | 2     |
| 17   | Cuba           | 0   | 0     | 1      | 1     |
| 17   | Grecia         | 0   | 0     | 1      | 1     |
|      | TOTAL          | 15  | 15    | 15     | 45    |